# Teodora Zuloaga

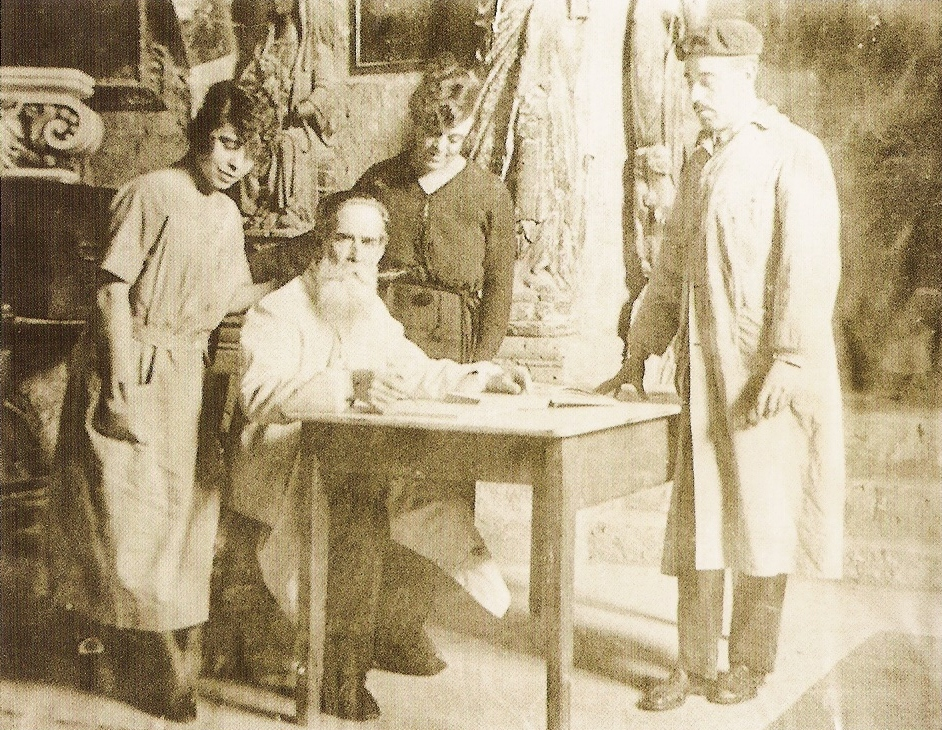
Teodora (en el centro), junto a su padre y sus hermanos Juan y Esperanza en el taller de Segovia.

Teodora Zuloaga Estringana (Madrid, 17 de mayo de 1886 – Segovia, 30 de octubre de 1976), ceramista española, hija menor del ceramista Daniel Zuloaga y prima del pintor Ignacio Zuloaga.

## Biografía
Tolola, como fue conocida familiarmente, nació en el Madrid de 1886, en una familia de tradición artesana. Aprendió el oficio y las técnicas cerámicas en el alfar familiar, mientras ayudaba junto a su padre y sus hermanos Juan y Esperanza. En 1925 fue pensionada, junto con su hermana Esperanza, por el gobierno español para estudiar cerámica en Sèvres (Francia), como hicieron antes otros miembros de la familia. Regresó a Segovia, donde se encontraba el taller familiar, instalado en la iglesia de San Juan de los Caballeros, y donde fue retratada por muchos de los artistas que les visitaban. Colaboró con sus hermanos en las tareas del alfar y, una vez fallecida su hermana Esperanza, se hizo cargo de la parte administrativa de la empresa.
Contrajo matrimonio con Antonio Mazorriaga Martínez, archivero de Segovia, del que quedó viuda en 1944 sin haber tenido sucesión. Tras la fundación del museo familiar en Segovia en el año 1948, fue nombrada directora, cargo que ocupó hasta 1969, quedando como directora honoraria. Falleció en la capital segoviana el 30 de octubre de 1976.